# Нуржанов, Акматбек
Акматбек Нуржанов — советский хозяйственный, государственный и политический деятель, председатель колхоза имени Ленина Таласского района Киргизской ССР. Герой Социалистического Труда.

## Биография
Родился в 1922 году в селе Кызыл-Туу. Член КПСС с 1949 года.
С 1939 года — на хозяйственной, общественной и политической работе. В 1939—1987 гг. — учитель, заведующей учебной частью неполной средней школы, участник Великой Отечественной войны, учитель, заведующей учебной частью, директор неполной средней школы, заведующий отделом, секретарь, второй секретарь райкома Компартии Киргизии, председатель колхоза имени Ленина Таласского района Киргизской ССР.
Указом Президиума Верховного Совета СССР от 8 апреля 1971 года удостоен звания Героя Социалистического Труда «за выдающиеся успехи, достигнутые в развитии сельскохозяйственного производства и выполнении пятилетнего плана продажи государству продуктов земледелия и животноводства» с вручением ордена Ленина и золотой медали Серп и Молот.
Избирался депутатом Верховного Совета СССР 9-го созыва, Верховного Совета Киргизской ССР 7-го созыва.
Умер в Таласе в 1987 году. Похоронен в родном селе.